# Vinnie Johnson (muzikant)
Vinton Johnson (1937 - 2 juni 2012) was een Amerikaanse jazzdrummer.

## Biografie
Johnson speelde vanaf eind jaren 1960 in de jazzrock-formatie Stark Reality, waartoe ook de gitarist John Abercrombie behoorde. In 1972 nam hij op met de pianist en arrangeur Mait Edey bij Birigwa. Tijdens de jaren 1980 volgden opnamen met Michel Herr, Emil Viklický, Bill Frisell, Kermit Driscoll (Dveře/Door). Hij werkte in 1980 mee bij Milt Jacksons album High Fly en hij speelde in het kwartet van Olivier Peters. In 1989 nam hij met Tal Farlow diens album Cookin' On All Burners op bij Concord Records. Eind jaren 1980 werkte hij met Hank Roberts en Stanton Davis. Omstreeks 1990 speelde Johnson o.a. met het Art Ensemble of Chicago en in Lester Bowie's Brass Fantasy.

## Discografie
- 1970: Stark Reality: Stark Reality Discovers Hoagy Carmichael's Music Shop
- 1978: Michel Herr, Bill Frisell, Vinton Johnson, Kermit Driscoll: Good Buddies (EMI Belgium)
- 1980: Olivier Peters: Villages of Spring
- 1985: Emil Viklický, Bill Frisell, Kermit Driscoll, Vinton Johnson: Dveře/Door (Supraphon)
- 1988: Stanton Davis, Jr.: Manhattan Melody (Enja Records)
- 1989: Lester Bowie: Serious Fun (DIW Records)
- 1990: Art Ensemble of Chicago: Live at the Eight Tokyo Music Joy 1990
- 1990: Hank Roberts: Birds of Prey (Winter & Winter)
- 1990: Lester Bowie: My Way (DIW)

- Bibliothèque nationale de France: cb139337759 (data)
- International Standard Name Identifier: 0000 0000 4246 5202
- Library of Congress Control Number: n96047149
- MusicBrainz: f5e7eb9a-cd8d-44fc-8579-e3e28bfc7ee0
- Nationale Bibliotheek van Tsjechië: jx20120515002
- Virtual International Authority File: 2659991
- WorldCat: E39PBJcccf6PkVtBjJmvVf9hpP